# Programació genèrica
La programació genèrica és un tipus de programació que està molt més centrada en els algoritmes que en les dades. La idea d'aquesta forma de programar pretén generalitzar les funcions utilitzades per utilitzar-se en més d'una ocasió.
Això s'aconsegueix parametritzant el màxim possible el desenvolupament del programa i expressar-ho o retornar-ho de la forma més simple possible, evitant detalls concrets.
La biblioteca de funcions aconseguida amb aquesta manera de programar permet que aquestes funcions serveixin per més programes dels que, altres és concretes, podrien ser útils; i que canviant poques coses, s'aconsegueixi realitzar diferents accions.
A mode d'exemple, molt simple, la idea en principi seria aquesta:
```
if
 
(
usuari
 
==
 
"teunom"
)

 
missatge
 
=
 
"Ets teunom"
;

else

 
missatge
 
=
 
"No ets teunom"
;

```

```
if
 
(
usuari
 
==
 
"altrenom"
)

 
missatge
 
=
 
"Ets altrenom"
;

else

 
missatge
 
=
 
"No ets altrenom"
;

```

Si tenim un codi com l'anterior, podem realitzar-lo amb programació genèrica d'aquesta manera:
```
void
 
saberNom
(
string
 
nom
)

{

 
if
 
(
usuari
 
==
 
nom
)

 
missatge
 
=
 
"Ets "
 
+
 
usuari
;

 
else

 
missatge
 
=
 
"No ets "
 
+
 
usuari
;

}

saberNom
(
teuNom
);
 
// Podem utilitzar aquesta crida per qualsevol nom.

```